# Kanton Neuilly-sur-Marne
Kanton Neuilly-sur-Marne is een voormalig kanton van het Franse departement Seine-Saint-Denis. Kanton Neuilly-sur-Marne maakte deel uit van het arrondissement Le Raincy en telde 32.754 inwoners (1999).
Het werd opgeheven bij decreet van 21 februari 2014 met uitwerking op 22 maart 2015.

## Gemeenten
Het kanton Neuilly-sur-Marne omvat de volgende gemeente:
- Neuilly-sur-Marne